# Amastra rubens
Amastra rubens é uma espécie de gastrópode da família Amastridae
É endémica dos Estados Unidos da América.